# HD161281
HD161281 — хімічно пекулярна зоря спектрального класу
A9 й має видиму зоряну величину в смузі V приблизно  9,3.

## Пекулярний хімічний склад
Зоряна атмосфера HD161281 має підвищений вміст 
Eu
.